# Шошан
Шошан (алб. Shoshan) је насељено место у општини Тропоја у округу Кукеш, Албанија. Према попису из 1989. године било је 1.006 становника.
Према Дечанској хрисовуљи из прве половине 14. века, Сошане (Шошане) словенско је насеље које је додељено манастиру Високи Дечани.
Шошан су једно од насеља племена Краснићи.

## Познате личности
- Хаџи Зека, оснивач Пећке лиге